# José María Obando
José María Ramón Obando del Campo (Corinto, 8 de agosto de 1795 -  El Rosal, 29 de abril de 1861) fue un caudillo, militar y político colombiano. Fue presidente de la República de Nueva Granada en dos periodos primero entre 1831 y 1832, posteriormente entre 1853 y 1854. Miembro fundador del Partido Liberal Colombiano.
Obando era hijo ilegítimo de aristócratas caucanos, pero fue adoptado por comerciantes de origen pastuso, que le dieron una buena educación. Estudió en el seminario de Popayán y en la Universidad del Cauca. En un principio era un fiel realista, pero luego se pasó al bando independentista, recibiendo órdenes del general Francisco de Paula Santander.
Obando llegó a ser vicepresidente encargado de la República de Nueva Granada en 1831, ante la ausencia de Santander, y luego fue elegido presidente del país para el período 1853-1857. Durante su segunda presidencia sancionó la constitución de 1853, y fue víctima de una conspiración que lo obligó a abandonar el poder para darle paso a José María Melo.
Murió en combate durante la Guerra de las soberanías, luchando para derrocar el gobierno conservador de Mariano Ospina Rodríguez, bajo las órdenes del expresidente Tomás Cipriano de Mosquera.

## Biografía

### Orígenes
José María Obando nació el 8 de agosto de 1795 en Güengüé, entre las haciendas Quebradaseca y García, de propiedad de la familia Mosquera, en Corinto, Cauca. Pese a que era miembro de la aristocracia por nacimiento, Obando fue repudiado por ser producto de una relación ilegítima.
Fue adoptado por ricos comerciantes realistas pastusos, quienes lo educaron con el sentimiento pro-español. Sus padres lo enviaron a Popayán, estudiando en el seminario de la ciudad, donde conoció a un joven José Hilario López y a Pedro Antonio Torres, quienes se convirtieron en unos de sus grandes amigos. 
En marzo de 1811 su familia se instaló en Pasto, a raíz de la derrota de los españoles en Popayán, y enviaron al joven a Quito para que continuara su educación bajo la tutela del futuro virrey de la Nueva Granada, Juan de Sámano, quien era amigo de los Obando. En 1816, el padre de José María regresó a Popayán, acosado por las tropas independentistas, muriendo en Pasto.
Obando fue reclutado por los españoles en 1819 y se puso a las órdenes de Sebastián de la Calzada, logrando derrotar a los independentistas en Popayán y Piató, pese a que luego los insurrectos tomaron la ciudad, y luego nuevamente los realistas la recuperaron venciendo a las tropas patriotas de Pedro León Torres.
Obando logró ascender a teniente coronel del ejército realista, pero el 7 de febrero de 1822 se incorporó a las filas independentistas, presentando su lealtad a Simón Bolívar; y dirigió la lucha que derrotó a los realistas de Pasto. Obando planificó la batalla de Bomboná de 1822, pero no pudo participar en ella por problemas de salud. Por sus victorias, el general Francisco de Paula Santander lo puso a cargo del mando civil y militar de esa ciudad en 1826, logrando así tener los mismos títulos que ostentaba cuando estaba en el ejército realista.

### Insurrección contra Simón Bolívar

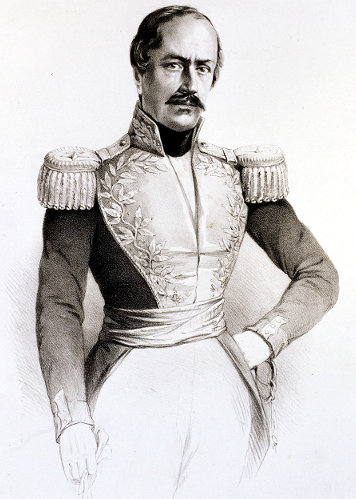
Obando en su juventud.

Obando renunció en 1827 a su cargo en Pasto por los conflictos que tenía con Bolívar, y junto a su amigo de infancia José Hilario López, se rebeló en 1828 contra la presidencia de Bolívar, a raíz de la Convención de Ocaña donde Bolívar se proclamó dictador de la Gran Colombia.
Después de obtener una victoria en La Ladera, derrotando al bolivariano Tomás Cipriano de Mosquera, Obando se retiró a Pasto, que quedó bajo el control suyo y el de su compañero López. También tomaron Popayán, la ciudad bastión de la familia Mosquera. Sin embargo la rebelión no llegó a representar problemas para la dictadura de Bolívar.
La ciudad luego cayó en manos del bolivariano José María Córdova, lo que obligó a López y Obando a refugiarse en Perú y hacer alianzas con el gobernador de la región José de La Mar, quienes atacaron a las tropas colombianas. Por la guerra contra el Perú y ante la necesidad de recuperar la región (como paso obligado a Perú), Bolívar le concedió el perdón a Obando y lo promovió a general en 1829 en Guayaquil, y lo nombró comandante general del Departamento del Cauca.
Aunque fue sindicado por la autoría intelectual del asesinato de la mano derecha de Bolívar, Antonio José de Sucre en 1830, este cargo nunca fue probado.

### Conflicto con Rafael Urdaneta
Al retirarse Bolívar, en septiembre de 1830, el general bolivariano Rafael Urdaneta, derrocó al presidente Joaquín Mosquera, nombrado por el Congreso. Obando, López y otros de sus aliados convocaron la Asamblea Caucana de Buga y organizaron un ejército llamado Ejército de la Libertad que después de la muerte de Bolívar triunfó cerca de Palmira, en la batalla de Papayal, el 10 de febrero de 1831.
Urdaneta, viéndose cercado se reunió con los vencedores en Apulo, donde se comprometió a renunciar a la presidencia, hecho que se dio ante el Consejo de Estado el 30 de abril de 1831.

### Vicepresidencia (1831)

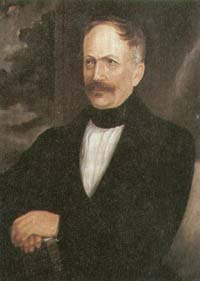
Óleo de Obando como civil.

Tras la renuncia de Urdaneta y por la ausencia de Mosquera -quien estaba en Nueva York y no pudo posesionarse del cargo por decisión propia-, por pedido de los partidarios de Mosquera la presidencia fue asumida por el vicepresidente Domingo Caicedo el 2 de mayo de 1831.
Como Mosquera no quiso recuperar el cargo, la Convención Constituyente de la Nueva Granada proclamó presidente a Caicedo, y éste logró que Obando fuera nombrado vicepresidente por la Convención el 23 de noviembre de 1831, ocupando el cargo que Caicedo ostentaba en el gobierno de Mosquera.

### Designatura presidencial (1831-1832)

#### Gabinete
| Cargo                               | Nombre                          | Inicio                  | Final              |
| ----------------------------------- | ------------------------------- | ----------------------- | ------------------ |
| Secretario de Relaciones Exteriores | José Francisco Pereira Martínez | 23 de octubre de 1831   | 3 de abril de 1832 |
| Secretario de Hacienda              | Diego Fernando Gómez            | 26 de noviembre de 1831 | 9 de abril de 1832 |

Las elecciones de 1832 dieron el triunfo a Francisco de Paula Santander como presidente y como vicepresidente al abogado José Ignacio de Márquez, fórmula que se impuso contra Mosquera, quien se presentó nuevamente a la contienda electoral. Obando permaneció en el cargo hasta el 10 de marzo de ese año, con la posesión de Santander como presidente del país.

#### Constitución de 1832

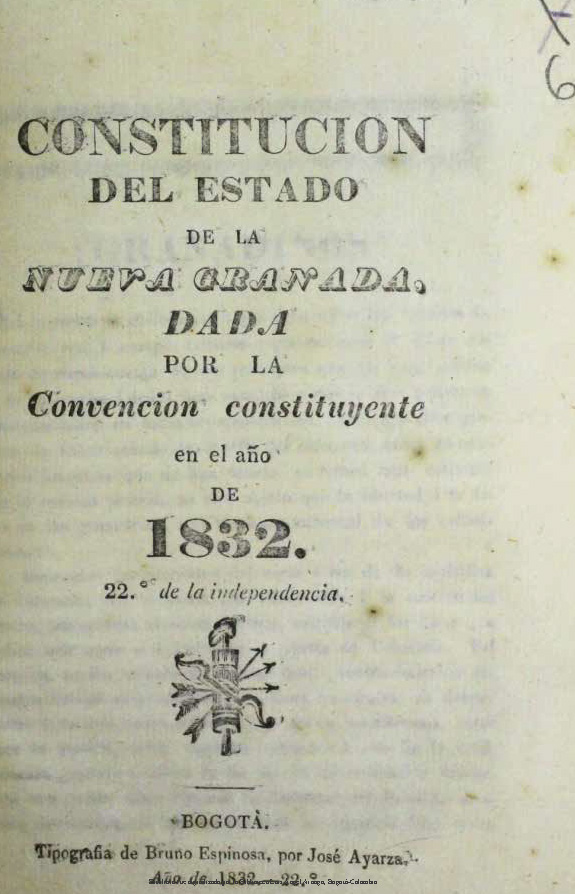
Constitución del Estado de la Nueva Granada de 1832

En febrero de 1832, Obando sancionó la nueva Constitución, en cuya redacción tuvo un influjo democrático; la carta política transformó el país en la República de Nueva Granada, tras la separación de Ecuador y Venezuela en 1830. En la constitución se establecióː la libertad de vientres, es decir la liberación de los hijos nacidos de esclavas a los 18 años; un Congreso bicameral, la división del territorio en distritos judiciales, el fortalecimiento de las provincias sobre el estado central, la abolición de los tratamientos nobiliarios, y la libertad de prensa.
Ésta constitución estuvo vigente hasta su derogación de 1843, cuando estalló en el país la Guerra de los Supremos y fue necesario hacer reformas a favor del centralismo.

### Post-gobierno
Obando fue nombrado ministro de Guerra de Santander, pero tuvo que dejar el ministerio para viajar a Nariño durante la guerra colombo-ecuatoriana, para recuperar este territorio invadido por Juan José Flores, radicándose después en Popayán.
En 1833 Obando creó en esa ciudad la Sociedad de Educación Primaria, la primera agremiación de ése tipo que se estableció en el país. Obando consideraba que la educación primaria era la base de la formación democrática, pero sus contrincantes políticos acusaron de innecesarias sus medidas; y también se opusieron a sus medidas abolicionistas.

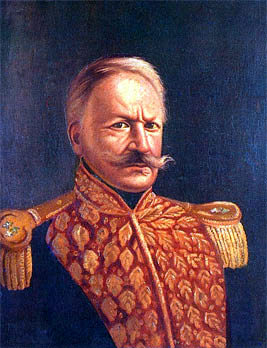

#### Primera candidatura presidencial
En 1835, Obando viajó a la capital en compañía del obispo Manuel José Mosquera (hermano de Joaquín y Tomás Cipriano), y en ese tiempo coincidió su viaje con su proclamación en la provincia de Panamá como candidato a la presidencia. Las incursiones en la política de Obando, incluyendo su participación en los comicios de 1837, donde recibió el apoyo de Santander -quien se había enemistado con su vicepresidente Márquez por asuntos amorosos y apoyó a Obando como medida de contrapeso a sus intenciones presidenciales- lo llevaron a enemistarse con Tomás Cipriano de Mosquera, con quien se llegó a enfrentaron en un duelo en el Cementerio Central de Bogotá, que no dejó heridos.
Márquez ganó la presidencia y Obando se retiró a labores locales, enemistándose de nuevo con Mosquera por asuntos territoriales, ya que el primero quería construir un camino para impulsar el municipio de Dagua, y Mosquera otro para beneficiar a la ciudad de Cali. Además Mosquera lo calumnió como el asesino de Antonio José de Sucre, aprovechándose de los rumores que existieron en contra de Obando en 1830 respecto de Córdova.

#### La guerra de los Supremos y exilio
En 1840, Obando se sublevó contra el presidente Márquez durante la llamada guerra de los Supremos de la que se declaró "Supremo director". Fue derrotado en La Chanca, cerca de Cali, el 11 de julio de 1841. Se le persiguió a través del sur, huyendo por el río Putumayo y el río Amazonas hacia el Perú. Se estableció en Lima, donde recibió asilo político del presidente Juan Crisóstomo Torrico. Derrotado Torrico por Francisco Vidal, tuvo Obando que dirigirse a Chile, donde fue amigo de varios exiliados como Domingo Faustino Sarmiento, el maestro Andrés Bello y otros.
Acabada la guerra, Mosquera fue nombrado presidente del país, y Obando permaneció en el exilio hasta las elecciones de 1847, apoyó desde la distancia la candidatura de José Hilario López a la presidencia, quien se enfrentó a Joaquín Gori y otra variedad de prominentes políticos. López ganó las elecciones gracias a la influencia de los artesanos, dirigidos por el activista Ambrosio López Pinzón (quien no era pariente del candidato López), convirtiéndose en el primer candidato del Partido Liberal en ganar la presidencia.

#### Regreso a Colombia
Gracias al indulto que le concedió López en 1849, Obando regresó a su país en marzo de ese año y fue nombrado por el presidente como gobernador de la Provincia de Cartagena. En 1850 fue elegido a la Cámara de Representantes y designado como presidente de esa corporación.

#### Segunda candidatura presidencial
Con el apoyo de López y de las Sociedades Democráticas de los artesanos de López Pinzón, y con una inmensa popularidad, Obando se presentó a los comicios de 1853, aunque en realidad su victoria estaba asegurada por la negativa de los ministeriales (próximos conservadores) a participar. Sólo se le enfrentó Tomás Herrera, quien era apoyado por los panameños. Al final Obando ganó la elección como esta presupuestado.

## Presidencia de la Nueva Granada (1853-1854)

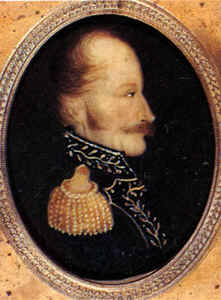
Perfil castrénse de Obando, Museo del Banco de la República de Colombia.

Obando tomó posesión el 1.º de abril y fundó lo que sería el Partido Nacional, coalición entre liberales y conservadores que luego fue retomada por Miguel Antonio Caro y Rafael Núñez a finales del siglo. La unión de los liberales Gólgotas con los conservadores contra su gobierno lo puso en minoría en el Congreso y con las gobernaciones y la mayoría de las alcaldías en su contra.
Su corto gobierno se caracterizó por su intento de mantener la paz entre los partidos y la aprobación de una nueva constitución.

#### Constitución de 1853

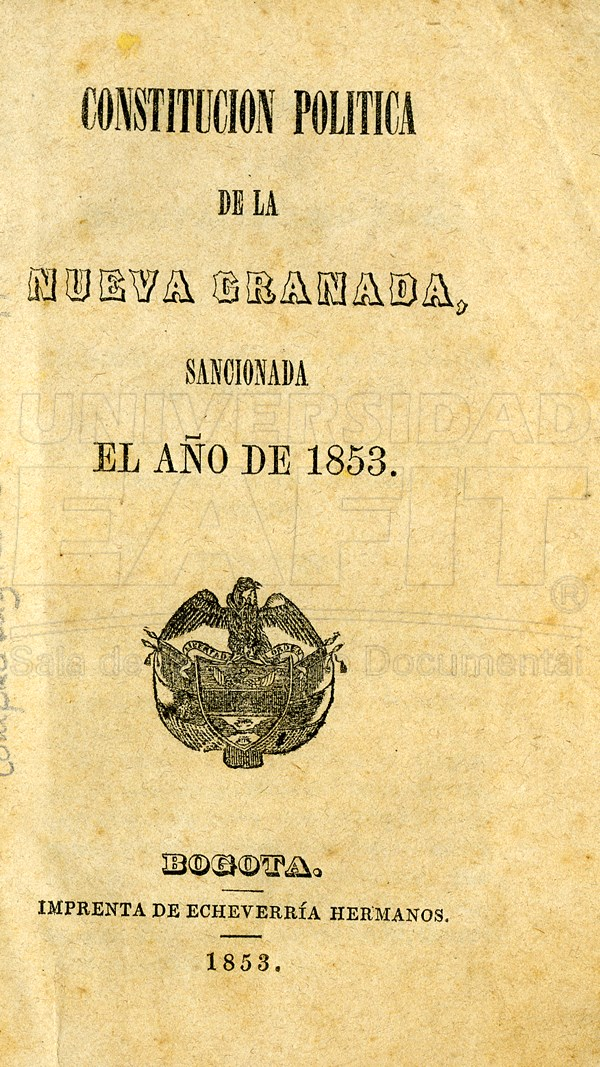
Portada de la Constitución de 1853.

El 21 de mayo de 1853 Obando proclamó la nueva constitución del país, que puso fin a la constitución ministerial de Márquez de 1843. Con esa nueva carta política, el país dio un nuevo giro hacia la doctrina liberal. Entre sus cambios más importantes destacan la implantación del federalismo, la abolición de la esclavitud, la libertad religiosa y se le eliminó la personería jurídica la Iglesia Católica.
La carta política, abiertamente liberal y federalista, fue derogada en 1858, por la ola conservadora del presidente Mariano Ospina Rodríguez. Además, las reformas implantadas en la constitución debilitaron al presidente y a sus aliados, los artesanos, ya que se le dio mayor poder a las provincias, quienes era partidarias del libre mercado y las importaciones.

#### Golpe de Estado
Al borde de ser destituido por los gobernadores provinciales que la constitución designaba, los artesanos y el general izquierdista José María Melo le ofrecieron la posibilidad de convertirse en dictador popular, opción que Obando no aceptó y en su lugar optó por renunciar. Fue entonces detenido y encarcelado por los revolucionarios que tomaron el poder el 17 de abril de 1854 y proclamaron a Melo presidente del país.

### Gobierno
Una vez derrotada la revolución, gracias a una poderosa coalición de Mosquera con Julio Arboleda, Joaquín París y el expresidente Herrán, Melo fue expulsado de Colombia y se dispuso que Herrera fuera presidente. Ya en 1855 el Senado y la Corte Suprema acusaron a Obando como responsable de la revolución del año anterior, pero después del juicio las dos corporaciones lo absolvieron.

#### Últimos años
Obando se reconcilió con Tomás Cipriano de Mosquera y pudo regresar a Cauca. Luego fue nombrado jefe de las milicias caucanas, ya que Mosquera era influyente en la región por los negocios de su familia. Se movilizó a develar la rebelión conservadora del norte del Valle del Cauca, que fuera derrotada cerca a Buga, en El Derrumbado (1860).

## Muerte

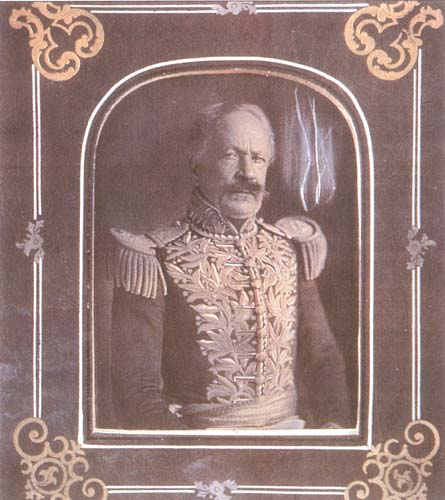
Retrato de Obando en sus últimos años.

El 29 de abril de 1861, Obando murió en una emboscada en El Rosal, cerca de Subachoque, Cundinamarca. Mientras se dirigía a unirse con las fuerzas revolucionarias de Tomás Cipriano de Mosquera, fue interceptado por tropas del ejército gubernamental tras ser delatado por un acompañante. En el enfrentamiento, Obando intentó escapar, pero cayó de su caballo, lo que permitió que un lancero le diera una herida mortal. Su cuerpo fue enterrado en el cementerio de Funza.

## Vida privada

### Familia
Obando era hijo ilegítimo de Ana María Lemos Mosquera, quien era fruto de los amores clandestinos de la distinguida dama Dionisia Mosquera y Bonilla y su amante Pedro Hermenegildo Lemos, dos jóvenes de la aristocracia local que fueron condenados por el asesinato del español Pedro López Crespo de Bustamante, esposo de Dionisia. El homicidio generó un escándalo en la Popayán de la época, lo que afectó a Obando, dado que Ana nació en la clandestinidad, a raíz del crimen cometido por su madre Dionisia, y como consecuencia, el origen de José María era irregular.
A padres diferentes se ha atribuido la paternidad de José María Obando. De quien se habló con mayor insistencia fue de Pedro Vicente Martínez y Cabal, hombre muy acaudalado que tuvo haciendas en la loma de Güengüe, de igual manera se atribuye la paternidad al español de origen vizcaíno José de Iragorri, siendo esta hipótesis la más aceptada por diferentes dispensas que los descendientes de Obando e Iragorris tuvieron que realizar para poder casarse.

### Adopción
El niño fue bautizado como José María Ramón, hijo de padres desconocidos. Fue adoptado a los dos años por ricos comerciantes de la ciudad de Pasto, que estaban en Popayán en ese momento y fueron quienes le dieron sus apellidosː Juan Luis Obando del Castillo y Frías, y su esposa María Agustina del Campo y López, profundos realistas que, al estallar la revolución en 1811 contra los españoles, se refugiaron en Pasto.
Simón Bolívar, a quien Obando juró lealtad en 1822, se encargó de legalizar las pruebas del nacimiento de Obando. Una él mismo cuando dio certificado escrito de la adopción de Obando, y otra, cuando le otorgó al antiguo compañero de seminario de Obando, el sacerdote Pedro Antonio Torres, la dignidad de obispo, dado que él era un hijo ilegítimo y por lo tanto carecía de "méritos" para llegar a ocupar el cargo por sus propios medios. Torres firmó la otra prueba de legalidad de la adopción de Obando, que fueron claves para saber su calidad de hijo ilegítimo de Lemos Mosquera.
Años después los matrimonios de sus hijos con miembros de la familia Iragorri sirvieron para legitimar la pertenencia de Obando a esa familia.

### Matrimonio y descendencia
Obando se casó en 1824 con Dolores Espinosa de los Monteros, con quien tuvo seis hijosː Cornelia Juana, Simón José Bernabé, José María Eugenio, Micaela, José Dolores Obando Espinosa de los Monteros; antes de fallecer en el parto del último de ellos, en 1833. Se supo por sus cartas que la muerte de Dolores lo llenó de pesadumbre, lo que explica su soltería por casi 12 años.
En 1836 se casó por segundas nupcias con Timotea Carvajal Marulanda, con quien tuvo otros cinco hijosː Gratiniano, Soledad de la Cruz, y Capitolino Obando Carvajal. También tuvo dos hijos que murieron jóvenes.

### Semblante

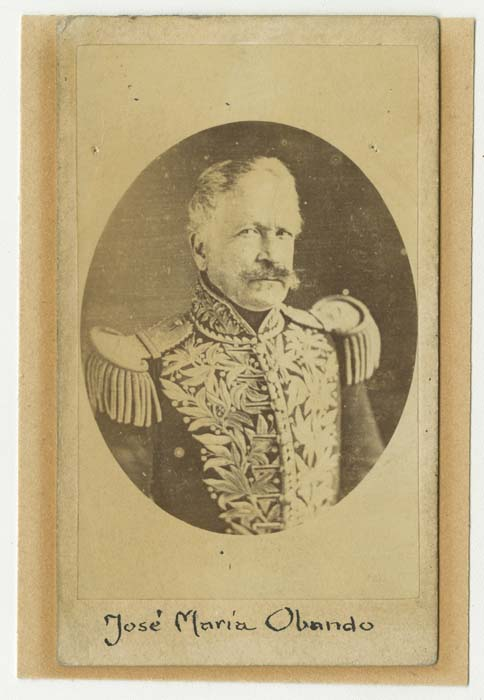
Retrato de Obando, Museo del Banco de la República.

De acuerdo con la prensa caucana, testimonios de la época y sus propios retratos, Obando era un hombre atractivoː Era mediana estatura, y de amplios hombros; lucía un bigote grande y frondoso, era rubio y tenía los ojos claros; era de piel clara y tenía constantemente el ceño fruncido, dando la apariencia de ser un hombre de mal carácter.
Sobre su forma de ser, dijo Joaquín Posada ː

"Hombre de pasiones políticas violentas, de ambición  de fama y de posición, astuto, cauteloso, fecundo en ardides, con los hábitos que contrajo como guerrillero en los riscos de Popayán y Pasto, era cruel en la guerra. Pero como hombre privado era un modelo; sin ningún vicio, sobrio, generoso, esposo y padre incomparable, excelente amigo, popular en las masas que sabía atraerse. Mezcla de virtudes que lo hacían querer y de cualidades que lo hacían temer."

Su amor con Timotea llegó a ser reconocido en el tiempo, y fue motivo de admiración por políticos y poetas, dado que no era frecuente el tipo de relación tan estrecha que llevaban los esposos. Por ejemplo, el expresidente Salvador Camacho llegó a afirmar ː

"He conocido muchos hombres amantes de sus hijos y de sus mujeres; pero Obando por las atenciones, delicadeza y finura, con que trataba a su señora, doña Timotea Carvajal, parecía recién casado..."
Salvador Camacho Roldán

Se sabe que Obando y Timotea llegaron a cultivar un hogar muy sólido, aún con los hijos del primer matrimonio de Obando. De hecho la solidez de su hogar le permitió asistir a sus actividades militares sin descuidar por un momento a su familia, ya que la costumbre era que el marido abandonaba a su familia para atender la guerra, mientras que Obando siempre se caracterizó por ser un hombre hogareño. Incluso llegó a refugiarse en su familia cuando era víctima de las calumnias de los homicidios de Cordova y Sucre. Los estudiosos indican que quizá su pasado irregular motivó su sentimiento de familia.

## Homenajes

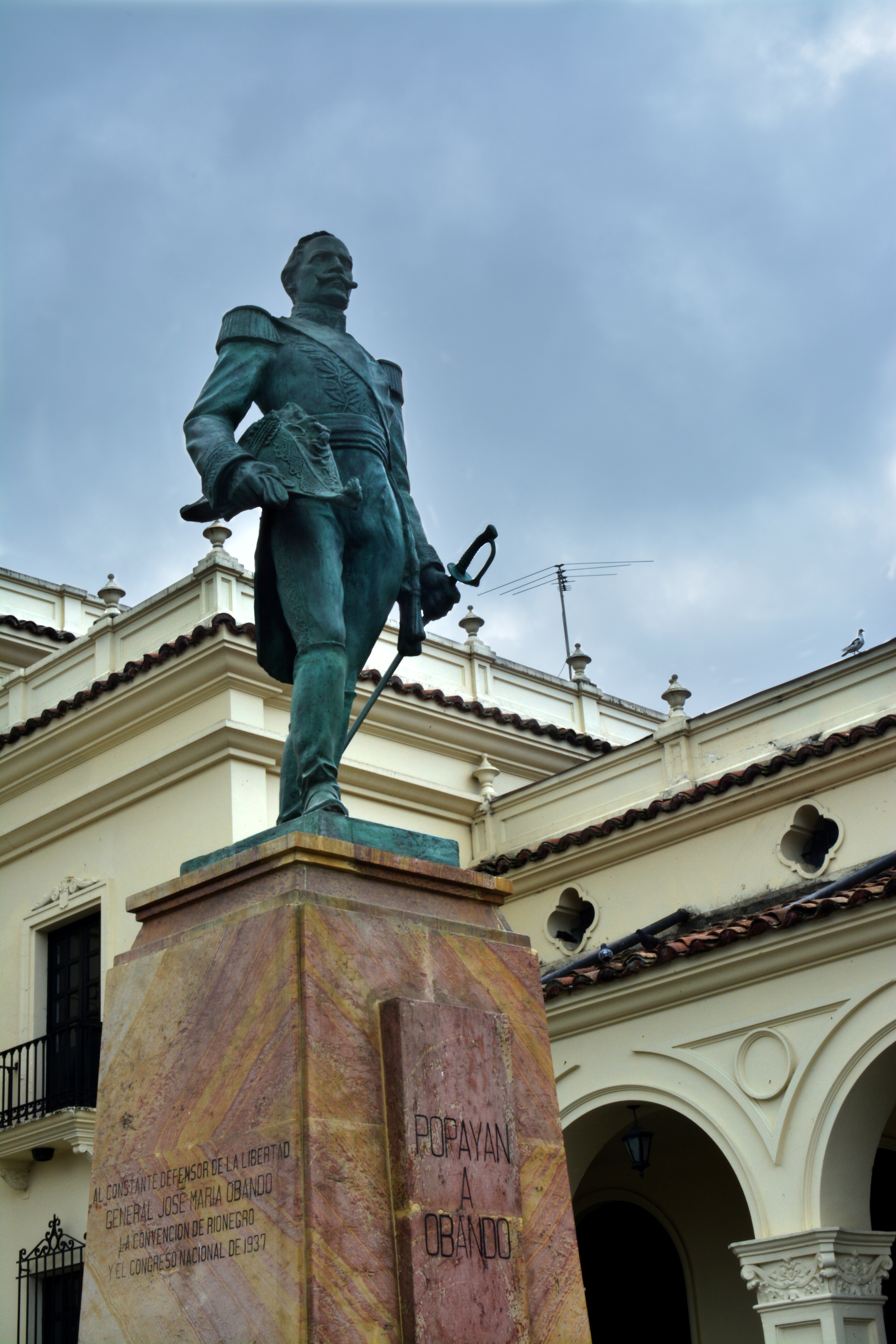
Monumento a Obando, Palacio nacional Francisco de Paula Santander, Popayán.

El 19 de agosto de 1869 sus restos fueron exhumados y vueltos a enterrar en la hacienda familiar de El Empedradero en Popayán, posteriormente fueron trasladados al osario de la iglesia de San Agustín, donde permanecieron hasta que fueron incinerados y trasladados nuevamente por cabildeo de Antonio José Lemos al Panteón de los Héroes donde reposan hasta la actualidad, cerca de otros ilustres ciudadanos de la ciudad como los Largacha (Froilán y su sobrino Julián), Francisco José de Caldas, Ezequiel Hurtado, Joaquín Mosquera, su gran amigo José Hilario López, entre otros. La Universidad del Cauca es la encargada de vigilar sus restos.
También en Popayán se erigió un monumento en acero en honor a Obando, el cual fue erigido en 1937 por el presidente liberal Alfonso López Pumarejo. El monumento se encuentra en la plaza del Palacio Nacional de Popayán, también llamado Palacio Francisco de Paula Santander, donde actualmente funciona el poder ejecutivo y judicial de la ciudad.